# Жолт Кезди-Ковач
Жолт Кезди-Ковач (мађ. Zsolt Kézdi-Kovács; Зрењанин, 1. јун 1936 — 9. септембар 2014) био је мађарски редитељ и сценариста. Режирао је 19 филмова између 1961. и 2004. године. Његов филм Забрањени односи био је на Филмском фестивалу у Кану 1983. године.
Између 1951. и 1955. године студирао је у Гимназији Сент Иштвана у Будимпешти. Између 1956. и 1960. године био је редитељ на студенској филмској академији.

## Позната филмографија
- Фини комшија (1979)
- Забрањени односи (1983)